# 菲施巴赫-上拉登
菲施巴赫-上拉登是德国莱茵兰-普法尔茨州的一个市镇。总面积6.67平方公里，总人口76人，其中男性38人，女性38人（2011年12月31日），人口密度11人/平方公里。